# José Guillermo Andueza

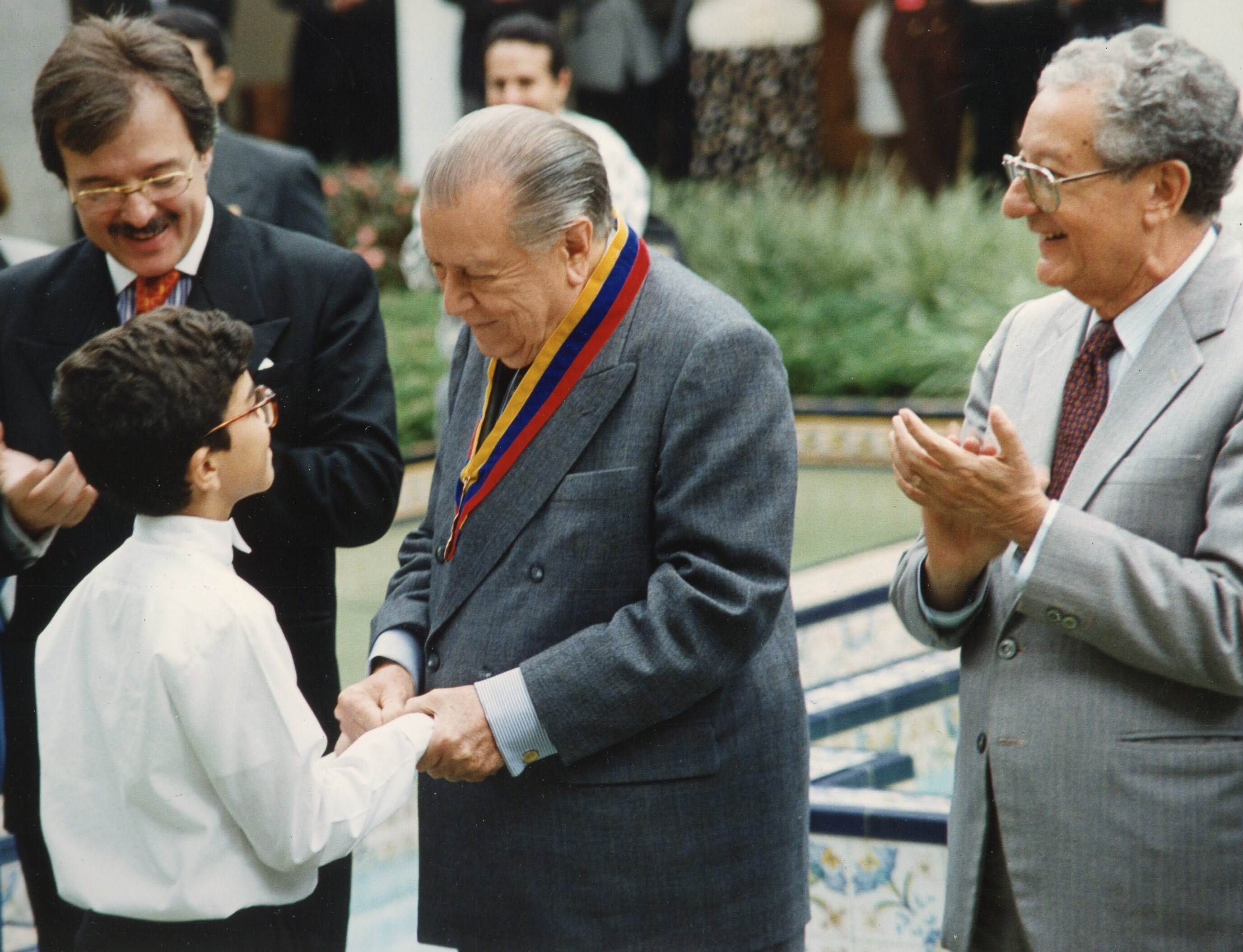
José Guillermo Andueza (derecha) junto al presidente Rafael Caldera, en 1996.

José Guillermo Andueza (Carúpano, 28 de julio de 1928 - Caracas, 25 de abril de 2022) fue un abogado, político y profesor venezolano. Fue procurador general de la república y ministro en los gobiernos de Luis Herrera Campíns y Rafael Caldera. Fue miembro de número en la Academia de Ciencias Políticas y Sociales de Venezuela.

## Biografía
Andueza nació en Carúpano y creció en Valencia. Se graduó como abogado en la Universidad Central de Venezuela (UCV), en 1954. Dictó la cátedra de Derecho Constitucional en la Facultad de Ciencias Jurídicas y Políticas de la UCV desde 1957 hasta 1984, siendo decano de esa facultad entre 1962 y 1965.
Fue secretario de la Comisión Bicameral de Reforma Constitucional de 1959. Fue procurador general de la república en el primer gobierno de Rafael Caldera. Fue nombrado ministro de Justicia por el presidente Luis Herrera Campíns, cargo que ejerció entre 1979 y 1981, cuando renunció porque, según él, no le alcanzaba el sueldo para atender los compromisos con su familia. En 1994 fue nombrado ministro de Estado para la Descentralización de Rafael Caldera durante su segundo gobierno, cartera que dirigió hasta 1996, cuando fue designado ministro de Relaciones Interiores. Después de esto fue secretario del Despacho de la presidencia entre 1998 y 1999.
Ocupó el sillón #2 como miembro de número en la Academia de Ciencias Políticas y Sociales de Venezuela, relevando a Rafael Caldera.
Fue profesor en la UCV hasta 2009. Falleció en 2022, y fue enterrado en el Cementerio del Este, en Caracas.